# Hypotension artérielle

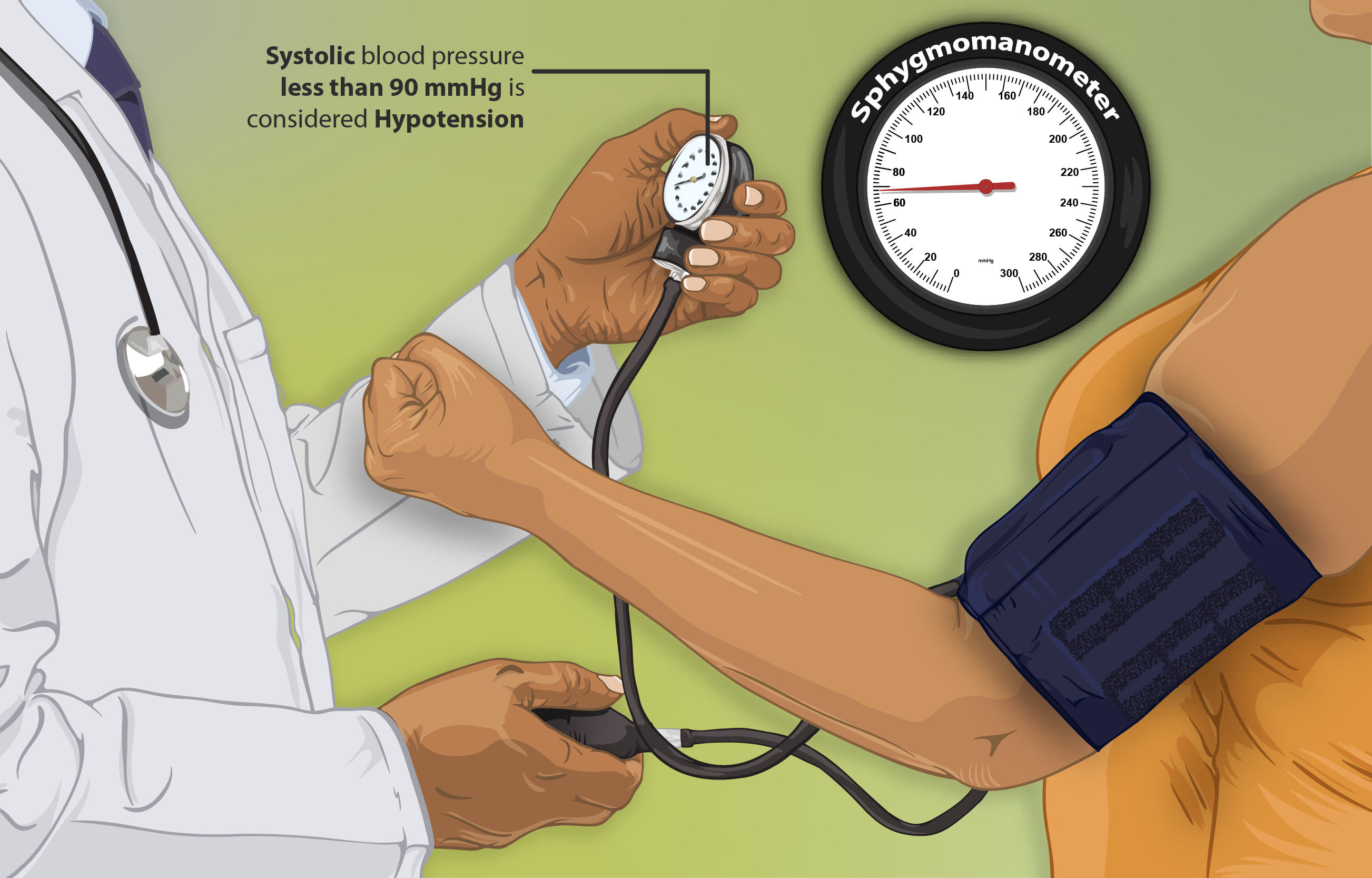
Le croquis d'une hypotension artérielle.

L’hypotension artérielle correspond à une pression artérielle systolique inférieure à 90 mmHg (le chiffre le plus élevé des deux lorsque l'on prend la pression artérielle).
Il existe différentes sortes d'hypotension :
- l'hypotension orthostatique (chute de tension après un lever rapide) ;
- l'hypotension postprandiale (baisse de la pression qui survient naturellement après chaque repas. Le sang afflue en effet au système digestif pour permettre de bien assimiler les nutriments).

L’hypotension n’est considérée comme un problème que lorsqu’elle s’accompagne de malaises : faiblesse, étourdissement ou même évanouissement.

## Symptômes
L'hypotension peut se révéler par une fatigue, des vertiges en position debout, une ouïe incomplète, une vision embrouillée, des chaleurs, mais aussi un mal de jambe. À l'extrême, elle peut désamorcer la pompe cardiaque lors du collapsus.
Une pression artérielle à moins de 50 mmHg est particulièrement sévère.

## Étiologie
L'hypotension (qui induit le malaise vagal) quand elle est forte ou un choc vasoplégique avec syncope quand elle est brutale et forte, peut avoir de nombreuses causes, directes ou indirectes, dont :
- hypovolémie. Cette hypovolémie est absolue (baisse du volume sanguin, à la suite par exemple d'une hémorragie ou d'une prise de sang) ou relative (baisse des résistances périphériques) ;
- règles abondantes ;
- utilisation d'un diurétique ;
- déshydratation grave (« coup de bambou », ou effort sportif ou de travail associé à un manque d'eau) ;
- traitement anti-hypertenseur par bêta-bloquant ou inhibiteur calcique, certains antidépresseurs ou tranquillisants sont également hypotenseurs ;
- collapsus induit par un choc toxique (ex. : à la suite d'une exposition à des pesticides bêta-bloquants ou inhibiteurs calciques) ;
- exposition à un toxique ou allergène puissant, avec choc anaphylactique (choc allergique grave, éventuellement induit par une arme chimique, lewisite par exemple) ;
- baisse du taux sanguin de potassium ;
- faiblesse cardiaque (arythmie, insuffisance cardiaque, compression du cœur) ;
- varices associées au fait d'être longtemps debout et immobile ;
- certains traumatismes ou blessures graves à la tête ;
- maladies diverses, dont hémorragiques et/ou provoquant une diarrhée grave, de forts vomissements ou une déshydratation par forte fièvre et difficulté à absorber des liquides ;
- maladie d'Addison (impliquant un déséquilibre hormonal) ou des maladies du système nerveux comme la neuropathie diabétique ;
- vasodilatation excessive pouvant résulter d'une septicémie, d'une acidose, ou de la prise de médicaments tels que des préparations à base de nitrate de calcium, l'angiotensine II et différents inhibiteurs ;
- maladies immunitaires : l'hypotension peut être un symptôme du syndrome d'activation mastocytaire[1] ;
- usage chronique de produits à base de chloroquine ;
- certains agents anesthésiques (injectés ou inhalés), dont ceux utilisés pour l'anesthésie de la colonne vertébrale, sont vasodilatateurs ;
- usage de drogues.

## Syndromes
L'hypotension artérielle est un des symptômes du syndrome de Flammer ainsi que du syndrome d'activation mastocytaire.

## Traitements
Le traitement d'urgence de l'hypotension repose sur le décubitus avec les membres inférieurs en position surélevée, le remplissage[Comment ?] et les catécholamines.
Le traitement étiologique repose sur la fermeture d'une plaie hémorragique, l'arrêt d'un traitement anti-hypertenseur ou un rééquilibrage hydro-électrolytique.